# Festuca picoeuropeana
Festuca picoeuropeana là một loài thực vật có hoa trong họ Hòa thảo. Loài này được Nava mô tả khoa học đầu tiên năm 1985.